# Alsou
Alsou, właśc. Ałsu Ralifowna Abramowa (ros. Алсу Рали́фовна Абрамова, tatar. Алсу Рәлиф кызы Абрамова), z domu Safina (ur. 27 czerwca 1983 w Bugulmie) – rosyjska piosenkarka pop pochodzenia tatarskiego.

## Życiorys
Jest córką Ralifa Safina, jednego z założycieli drugiego pod względem wielkości rosyjskiego przedsiębiorstwa naftowego Łukoil.
W 1999 wydała swój debiutancki album studyjny pt. Alsu. W 2000 została wybrana wewnętrznie przez krajowego nadawcę na reprezentantkę Rosji w 45. Konkursu Piosenki Eurowizji w Sztokholmie; z utworem „Solo” zajęła drugie miejsce w finale konkursu, zdobywszy 155 pkt, w tym maksymalne noty 12 pkt z czterech krajów. W 2001 wydała drugi album studyjny, także zatytułowany Alsu. 
W 2002 zaśpiewała w parku Gorky na koncercie mającym na celu zwrócenie uwagi na problem nielegalnego pobierania twórczości wykonawców muzycznych. W 2003, dzięki producentowi Obiemu Brightonowi, poznała Jona Bon Joviego, lidera zespołu Bon Jovi, z którym nagrała nową wersję największego przeboju formacji – „Livin’ on a Prayer”. Piosenka promowała rosyjskie wydanie albumu kompilacyjnego grupy, zatytułowanego This Left Feels Right, które ukazało się w listopadzie. 
W 2004 przyjęła zaproszenie Romana Abramowicza do nagrania oficjalnej hymnu klubu Chelsea. Na przełomie listopada i grudnia rozpoczęła pracę na planie horroru Spirit Trap, w którym wcieliła się w postać Tiny. Zdjęcia realizowano w Castel Film Studios w Bukareszcie.
W maju 2009 współprowadziła finał 54. Konkursu Piosenki Eurowizji w Moskwie.

## Życie prywatne
18 marca 2006 wyszła za przedsiębiorcę Jana Abramowa. Mają dwie córki, Safinę (ur. 2006 w Los Angeles i Mikellę (ur. 2008).

## Dyskografia
- Alsu (1999)
- Alsou (2001)
- Mnie prisnilaś osień (2002)
- 19 (2003)
- Samoje glawnoje (2008)
- Тugan tiel (2008)
- Fieja dobrych snow (2011)
- Inspired (2013)
- Ty, eta swiet (2014)